# Skocznia narciarska im. Nelsa Nelsena
Skocznia narciarska im. Nelsa Nelsena (wcześniej Big Hill) – nieczynna skocznia narciarska w Parku Narodowym Mount Revelstoke niedaleko Revelstoke w Kolumbii Brytyjskiej. Obiekt został zbudowany w 1916 i był pierwszą stałą skocznią narciarską w Kanadzie. Do 1933 cztery rekordy świata w długości skoku zostały ustanowione na tej skoczni. Przestała być używana w 1939, a zastąpił ją obiekt Big Bend.
Big Hill zostało przebudowane do rozmiaru K-80 w 1948 i nazwane ku czci Nelsa Nelsena, lokalnego zawodnika, który ustanowił tutaj rekord świata w długości skoku narciarskiego. Na Nels Nelsen Hill organizowany był m.in. coroczny „Turniej Mistrzów” (ang. Tournament of Champions) oraz mistrzostwa Kanady Zachodniej w 1949. Znajdowała się tu również skocznia K-60 i kilka mniejszych. Ostatni rekord obiektu (94,5 m) został ustanowiony przez Kjella Sjöberga w 1967. Ostatnie duże zawody zostały tu przeprowadzone w 1974. Od 1975 skocznia nie była używana i popadła w ruinę.

## Pierwsza skocznia
Narciarstwo w Revelstoke rozwinęło się w 1890 wraz z przypływem norweskich imigrantów, którzy posiadali tradycję wytwarzania domowych nart. We wczesnych latach drugiej dekady XX wieku skoki narciarskie były głównym zajęciem w wolnym czasie podczas zimy – budowane były małe obiekty w całym mieście. W 1914 założono tu klub narciarski, który w ciągu roku zyskał 102 członków. Najważniejszymi zawodami organizowanymi przez klub był Zimowy Turniej Karnawałowy (Winter Carnival Tournament), którego pierwsza edycja odbyła się w 1915. Konkurowano w biegach i skokach narciarskich, a zwycięzcy zdobywali tytuł Mistrza Kolumbii Brytyjskiej. Inauguracyjny turniej zwyciężył Nels Nelsen.

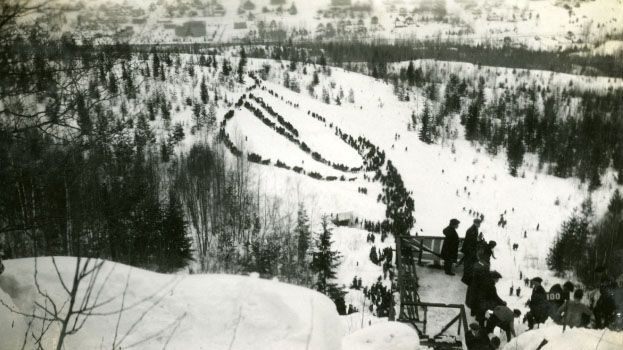
Skocznia w 1921

Jeden z sędziów podczas konkursów skoków, ambasador Iverson z Norwegii, pomógł znaleźć odpowiednią lokalizację na nową, stałą skocznię. Została ona zbudowana w Parku Narodowym Mount Revelstoke. Budowę obiektu, pozwalającego na osiąganie rekordowych odległości, ułatwiło ukształtowanie wzgórza, dzięki któremu nie trzeba było budować sztucznej wieży na rozbieg. Jako że planowany obiekt znajdował się na terenie parku narodowego, teren pod niego trzeba było wydzierżawić. Było to możliwe dzięki dofinansowaniu w wysokości 1200$ z izby handlowej i gminy. Revelstoke było największym miastem Kolumbii Brytyjskiej i było łatwo dostępne dzięki lokalizacji przy głównej linii Kolei Transkanadyjskiej.

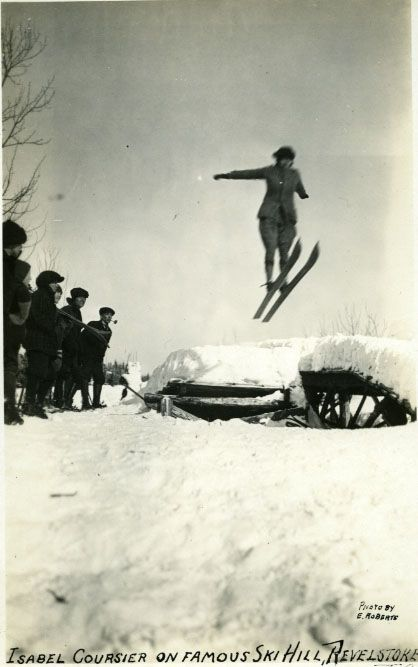
Isabel Coursier na Big Hill

Pierwszymi zawodami na Big Hill był karnawałowy turniej w 1916, gdzie Nelsen ustanowił rekord obiektu – 56 m. Pobijał go kilkukrotnie aż do 1921. Turniej rozwijał się, a w 1921 koszty jego zorganizowania wynosiły 5800$. W tamtym roku Henry Hall ustanowił tutaj rekord świata, osiągając 70 metrów. Zawody zebrały trzy tysiące widzów, a wśród uczestników było wielu skoczków światowej czołówki. W celu zakwaterowania większej ilości widzów, Kolej Transkanadyjska zatrzymała w Revelstoke wagony sypialne. W 1922 po raz pierwszy skoczyła tutaj kobieta, a była nią Isabel Coursier. W następnym roku startowało tutaj 99 zawodników. W 1925 Nels Nelsen, mimo grypy na którą zachorował, ustanowił tutaj rekord świata, uzyskując 73 m. Był on aktualny przez pięć lat.
W 1928 skocznia została rozbudowana, co umożliwiło skoki na odległość 79 m. Lokalny sprzedawca futra, J.H. Munro oferował samochód każdemu, kto pobiłby rekord Nelsena, pod warunkiem, że będzie konkurował przynajmniej z trzema skoczkami spoza regionu. Wielu czołowych zawodników wystąpiło w tamtorocznej edycji turnieju, wśród nich Henry Hall, Henry Lien, Ivan Knudsen i Alf Engen. Nelsen zwyciężył, jednak nie udało mu się pobić własnego rekordu. Tymczasem w 1930 nowy rekord świata został ustanowiony przez Adolpha Badruta, który oddał skok na 75 m na szwajcarskiej Tremplin de Bretaye. Dwa lata później rekord powrócił jednak na skocznię w Revelstoke, kiedy Bob Lymburne wylądował na 82. metrze. W 1933 Sigmund Ruud uzyskał dalszą odległość w Villars (84 m), jednak pod koniec sezonu Lymburne osiągnął 87,5 m na Big Hill. Rok później skocznia już ostatecznie utraciła rekord, po tym jak Birger Ruud skoczył na odległość 92 m w Planicy.

## Zastąpienie przez Big Bend

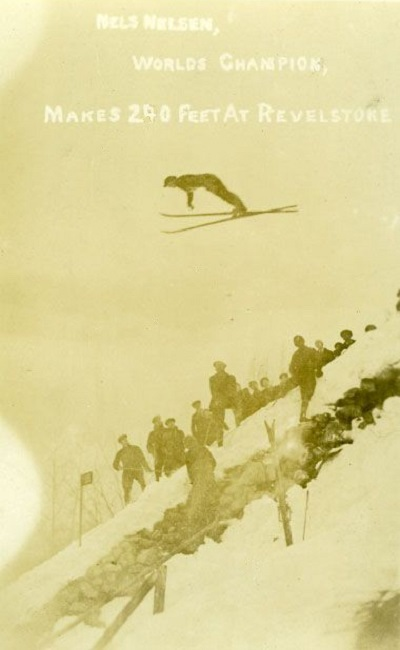
Nels Nelsen ustanawia rekord świata (73 m) na Big Hill, 1925

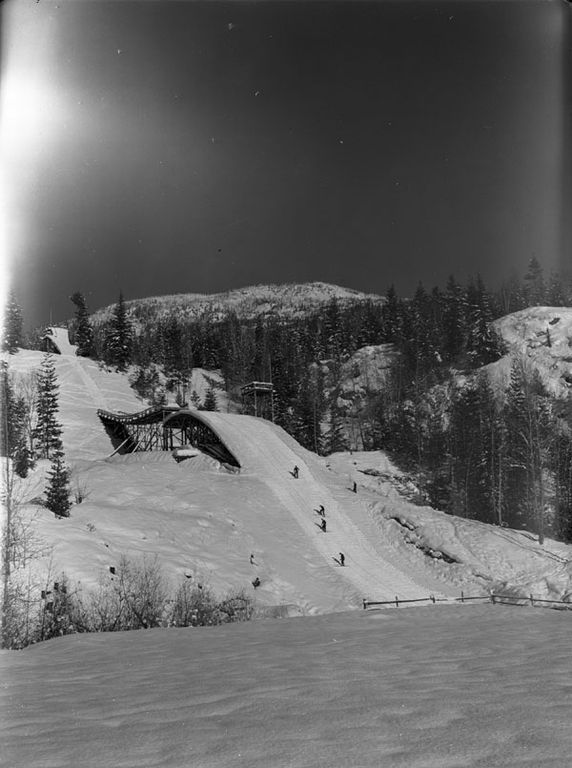
Skocznia Big Bend, lata 40. XX w.

15 stycznia 1939 skocznię Big Hill zastąpiła Big Bend. Była położona na północy miasta, przez co była łatwiej dostępna. Były tam organizowane mistrzostwa Kanady Zachodniej, które przyciągały wielu kibiców (organizowane były specjalne pociągi narciarskie z Vancouver), zawody były relacjonowane w radiu i cieszyły się zainteresowaniem prasy. Podczas II wojny światowej organizowane były tu jedynie konkursy juniorów. W 1946 Big Bend została ochrzczona nazwiskiem Hansa Gunnarsena, miejscowego zawodnika, który zginął na froncie. W 1947 Revelstoke ponownie zorganizowało mistrzostwa Kanady Zachodniej.

## Skocznia im. Nelsa Nelsena
W kwietniu 1948 Big Hill została zbudowana na nowo i przemianowana na skocznię im. Nelsa Nelsena. Dzięki dofinansowaniu z Departamentu Parków Narodowych, miejscowy klub narciarski dokonał przebudowy, dzięki której obiekt spełnił normy FISu. Punkt konstrukcyjny był położony na 80. metrze. Turniej otwarcia, o nazwie International Invitational Ski Jumping Tournament został zorganizowany w marcu 1949. Pierwszy skok oddał lokalny skoczek, Art Johnson, a zwycięzcą został Petter Hugsted z Norwegii, osiągając 75 m. W listopadzie tamtego roku zbudowano od nowa wieżę sędziowską. W 1950 po raz pierwszy zorganizowano tutaj Turniej Mistrzów (Tournament of Champions), na który zaproszono siedmiu reprezentantów Norwegii. Art Johnson zastawił swój dom, żeby zapłacić 8000$ na pokrycie kosztów pobytu Norwegów. Konkurs zwyciężył Arnfinn Bergmann. Kolejne edycje były przeprowadzane w latach 50., a wśród startujących znajdowali się Szwedzi, Finowie, Niemcy i Japończycy. W 1958 zawody były transmitowane przez telewizję, co spowodowało jednak mniejszą ilość widzów na skoczni. Uzyskano wówczas nowy rekord skoczni – Odd Brevik z Norwegii skoczył tu 82 m. Rok później Fin Kalevi Kärkinen lądował trzy metry dalej.
W 1961 drewniana wieża sędziowska została wymieniona na stalową. Turniej Mistrzów był organizowany corocznie do wczesnych lat 70., z wyjątkiem 1963, kiedy zabrakło śniegu. W latach 60. zbudowano również mniejszy obiekt o punkcie konstrukcyjnym zlokalizowanym na 60. metrze, który był używany do prób przedolimpijskich. Miasto brało pod uwagę kandydaturę do organizacji Zimowych Igrzysk Olimpijskich 1968, jednak zainteresowanie skokami narciarskimi w regionie spadało. W 1962 zorganizowano tutaj mistrzostwa Ameryki Północnej w Narciarstwie Klasycznym, a dwa lata później mistrzostwa Kanady, które na żywo obejrzało 3000 widzów. W 1967 Kjell Sjöberg ustanowił nowy rekord obiektu wynoszący 94,5 m.
Skocznia potrzebowała wielu wolontariuszy do utrzymania i działania w sezonie, zwłaszcza podczas turnieju. Brakowało tu także wyciągu narciarskiego. Wzrastało, kosztem skoków, zainteresowanie narciarstwem alpejskim – zwłaszcza kiedy stok na Mount Revelstoke został wyposażony w wyciąg. Wkrótce pod Mount Mackenzie zostały stworzone nowe obiekty narciarskie, przeniesiono tam także klub. Turniej Mistrzów w 1971 i 1972 był coraz słabiej obsadzony. Ostatnie duże konkursy na skoczni Nelsa Nelsena zostały zorganizowane w marcu 1974. Były to turniej zachodniokanadyjski, mistrzostwa Kanady juniorów i seniorów oraz międzynarodowe mistrzostwa w biegach narciarskich. Ostatnimi zawodami zorganizowanymi tutaj był konkurs juniorów w 1975. Później skocznia została zaniedbana i popadła w ruinę.